# Чагра мала
Чагра мала (Tchagra jamesi) — вид горобцеподібних птахів родини гладіаторових (Malaconotidae). Мешкає в Східній Африці. Вид був названий на честь англійського мандрівника і дослідника Френка Лінслі Джеймса.

## Підвиди
Виділяють два підвиди:
- T. j. jamesi (Shelley, 1885) — поширений від південного сходу Південного Судану до Сомалі, центральної Кенії і північно-східної Танзанії;
- T. j. mandanus (Neumann, 1903) — поширений на узбережжі Кенії та на прилеглих острівцях.

## Поширення і екологія
Малі чагри поширені в Південному Судані, Ефіопії, Сомалі, Кенії, Танзанії та Уганді. Вони живуть в савані і сухих чагарникових заростях на висоті до 2000 м над рівнем моря.